# Públio Séstio Capitolino
Públio Séstio Capitolino (em latim: Publius Sestius Capito ou Capitolinus) foi um político da gente Séstia nos primeiros anos da República Romana eleito cônsul em 452 a.C. com Tito Menênio Lanato. Foi também decênviro no Primeiro Decenvirato, em 451 a.C.

## Consulado
Públio Séstio Capitolino Vaticano foi eleito cônsul em 452 a.C. com seu colega Tito Menênio Lanato.
A comissão, formada por Espúrio Postúmio Albo Regilense, Aulo Mânlio Vulsão e Sérvio Sulpício Camerino Cornuto, enviada à Atenas para transcrever as leis de Sólon com o objetivo de permitir uma reforma das instituições romanas, finalmente retornou à cidade.
Depois de muita insistência dos tribunos da plebe, patrícios e plebeus concordaram em criar o primeiro decenvirato:
| “ | Foi decidido nomearem-se decênviros não sujeitos ao direito de apelação e pela inexistência de qualquer outro magistrado naquele ano, exceto eles. Se os plebeus deveriam participar ou não, foi um tópico longamente debatido. No final, eles levaram a melhor sobre os patrícios, mas sob a condição de que fosse revogada a Lex Icilia sobre a ocupação do Aventino e outras leis já consagradas. | ” |
|   | — Lívio, Ab Urbe Condita Libri III, 2, 32. |   |

## Primeiro Decenvirato (451 a.C.)
Em 451 a.C., Públio Séstio fez parte do Primeiro Decenvirato, que elaborou a "Lei das Dez Tábuas", completada no decenvirato seguinte e resultou na Lei das Doze Tábuas